# UEFA-Pokal 1984/85
Der UEFA-Pokal 1984/85 war die 14. Auflage des von der UEFA veranstalteten Wettbewerbs. In den Finalspielen setzte sich der spanische Vertreter Real Madrid nach zwei Finalspielen gegen den ungarischen Vertreter Videoton SC durch und gewann erstmals den Pokal.

## Trivia
Albanische Vereine nahmen aus politischen Gründen nicht teil. Ajax Amsterdam gelang im Rückspiel der 1. Runde gegen den luxemburgischen Verein Red Boys Differdange mit 14:0 der höchste Sieg ohne Gegentor in der Europapokalgeschichte. Der Mannschaft von Partizan Belgrad gelang es in der 2. Runde als erste Mannschaft in der Geschichte des UEFA-Pokals und als zweite Mannschaft im Europapokal überhaupt (nach dem Leixões SC, dem dieser Erfolg in der 1. Runde des Europapokals der Pokalsieger 1961/62 gelang), einen 4-Tore-Rückstand aus dem Hinspiel wettzumachen und in die nächste Runde einzuziehen.

## Modus
Der Wettbewerb wurde in sechs Runden in Hin- und Rückspielen ausgetragen. Bei Torgleichheit entschied zunächst die Anzahl der auswärts erzielten Tore, danach eine Verlängerung und schließlich das Elfmeterschießen.

## 1. Runde
|                              | Gesamt          |                          | Hinspiel | Rückspiel |
| ---------------------------- | --------------- | ------------------------ | -------- | --------- |
| Videoton SC                  | 1:0             | FK Dukla Prag            | 1:0      | 0:0       |
| KR Reykjavík                 | 0:7             | Queens Park Rangers      | 0:3      | 0:4       |
| Bohemians Dublin             | 3:4             | Glasgow Rangers          | 3:2      | 0:2       |
| Glentoran FC                 | 1:3             | Standard Lüttich         | 1:1      | 0:2       |
| AIK Solna                    | 1:3             | Dundee United            | 1:0      | 0:3       |
| RSC Anderlecht               | (a)2:2(a)       | Werder Bremen            | 1:0      | 1:2       |
| Betis Sevilla                | 1:1 (3:5 i. E.) | Universitatea Craiova    | 1:0      | 0:1 n. V. |
| Bohemians ČKD Prag           | 8:3             | Apollon Limassol         | 6:1      | 2:2       |
| FK Dukla Banská Bystrica     | 3:7             | Borussia Mönchengladbach | 2:3      | 1:4       |
| FK Dinamo Minsk              | 10:00           | HJK Helsinki             | 4:0      | 6:0       |
| Fenerbahçe Istanbul          | 0:3             | AC Florenz               | 0:1      | 0:2       |
| 1. FC Köln                   | 3:1             | Pogoń Stettin            | 2:1      | 1:0       |
| 1. FC Lokomotive Leipzig     | 7:3             | Lillestrøm SK            | 7:0      | 0:3       |
| Manchester United            | 5:2             | Rába ETO Győr            | 3:0      | 2:2       |
| AS Monaco                    | 3:4             | ZSKA Sofia               | 2:2      | 1:2       |
| Nottingham Forest            | 0:1             | FC Brügge                | 0:0      | 0:1       |
| Odense BK                    | 2:7             | Spartak Moskau           | 1:5      | 1:2       |
| Olympiakos Piräus            | 3:2             | Neuchâtel Xamax          | 1:0      | 2:2       |
| Östers IF                    | 0:2             | Linzer ASK               | 0:1      | 0:1       |
| Paris Saint-Germain          | 6:2             | Heart of Midlothian      | 4:0      | 2:2       |
| Real Madrid                  | 5:2             | SSW Innsbruck            | 5:0      | 0:2       |
| FC Sion                      | 4:2             | Atlético Madrid          | 1:0      | 3:2       |
| FK Sliwen                    | 2:5             | FK Željezničar Sarajevo  | 1:0      | 1:5       |
| FC Southampton               | 0:2             | Hamburger SV             | 0:0      | 0:2       |
| Sporting Braga               | 0:9             | Tottenham Hotspur        | 0:3      | 0:6       |
| Sporting Lissabon            | 4:2             | AJ Auxerre               | 2:0      | 2:2 n. V. |
| Real Valladolid              | 2:4             | NK Rijeka                | 1:0      | 1:4       |
| FC Vorwärts Frankfurt (Oder) | 2:3             | PSV Eindhoven            | 2:0      | 0:3       |
| Rabat Ajax FC                | 0:4             | Partizan Belgrad         | 0:2      | 0:2       |
| Red Boys Differdingen        | 00:14           | Ajax Amsterdam           | 0:0      | 00:14     |
| Widzew Łódź                  | 2:1             | Aarhus GF                | 2:0      | 0:1       |
| Sportul Studențesc           | 1:2             | Inter Mailand            | 1:0      | 0:2       |

## 2. Runde
|                          | Gesamt          |                    | Hinspiel | Rückspiel |
| ------------------------ | --------------- | ------------------ | -------- | --------- |
| Ajax Amsterdam           | 1:1 (2:4 i. E.) | Bohemians ČKD Prag | 1:0      | 0:1 n. V. |
| Borussia Mönchengladbach | (a)3:3(a)       | Widzew Łódź        | 3:2      | 0:1       |
| FC Brügge                | 2:4             | Tottenham Hotspur  | 2:1      | 0:3       |
| AC Florenz               | 3:7             | RSC Anderlecht     | 1:1      | 2:6       |
| Hamburger SV             | 6:1             | ZSKA Sofia         | 4:0      | 2:1       |
| Inter Mailand            | 4:3             | Glasgow Rangers    | 3:0      | 1:3       |
| Linzer ASK               | 2:7             | Dundee United      | 1:2      | 1:5       |
| 1. FC Lokomotive Leipzig | 1:3             | Spartak Moskau     | 1:1      | 0:2       |
| PSV Eindhoven            | 0:1             | Manchester United  | 0:0      | 0:1 n. V. |
| Paris Saint-Germain      | 2:6             | Videoton SC        | 2:4      | 0:2       |
| Queens Park Rangers      | (a)6:6(a)       | Partizan Belgrad   | 6:2      | 0:4       |
| NK Rijeka                | 3:4             | Real Madrid        | 3:1      | 0:3       |
| Sporting Lissabon        | 2:2 (3:5 i. E.) | FK Dinamo Minsk    | 2:0      | 0:2 n. V. |
| Standard Lüttich         | 1:4             | 1. FC Köln         | 0:2      | 1:2       |
| Universitatea Craiova    | 2:0             | Olympiakos Piräus  | 1:0      | 1:0       |
| FK Željezničar Sarajevo  | 3:2             | FC Sion            | 2:1      | 1:1       |

## 3. Runde
|                       | Gesamt    |                         | Hinspiel | Rückspiel |
| --------------------- | --------- | ----------------------- | -------- | --------- |
| RSC Anderlecht        | 4:6       | Real Madrid             | 3:0      | 1:6       |
| Spartak Moskau        | 1:2       | 1. FC Köln              | 1:0      | 0:2       |
| Universitatea Craiova | 2:4       | FK Željezničar Sarajevo | 2:0      | 0:4       |
| Hamburger SV          | (a)2:2(a) | Inter Mailand           | 2:1      | 0:1       |
| Widzew Łódź           | 1:2       | FK Dinamo Minsk         | 0:2      | 1:0       |
| Tottenham Hotspur     | 3:1       | Bohemians ČKD Prag      | 2:0      | 1:1       |
| Manchester United     | 5:4       | Dundee United           | 2:2      | 3:2       |
| Videoton SC           | 5:2       | Partizan Belgrad        | 5:0      | 0:2       |

## Viertelfinale
|                         | Gesamt          |                 | Hinspiel | Rückspiel |
| ----------------------- | --------------- | --------------- | -------- | --------- |
| Inter Mailand           | 4:1             | 1. FC Köln      | 1:0      | 3:1       |
| Manchester United       | 1:1 (4:5 i. E.) | Videoton SC     | 1:0      | 0:1 n. V. |
| Tottenham Hotspur       | 0:1             | Real Madrid     | 0:1      | 0:0       |
| FK Željezničar Sarajevo | 3:1             | FK Dinamo Minsk | 2:0      | 1:1       |

## Halbfinale
|               | Gesamt |                         | Hinspiel | Rückspiel |
| ------------- | ------ | ----------------------- | -------- | --------- |
| Inter Mailand | 2:3    | Real Madrid             | 2:0      | 0:3       |
| Videoton SC   | 4:3    | FK Željezničar Sarajevo | 3:1      | 1:2       |

## Finale

### Hinspiel
| Videoton SC                                    | Videoton SC | Real Madrid | Real Madrid |
| ---------------------------------------------- | --- | --- | ----------- |
| Videoton SC                                    | \| 8. Mai 1985 in Székesfehérvár (Sóstói Stadion) \| \| Ergebnis: 0:3 (0:1) \| \| Zuschauer: 35.000 \| \| Schiedsrichter: Michel Vautrot ( Frankreich) \|                                                            | \| 8. Mai 1985 in Székesfehérvár (Sóstói Stadion) \| \| Ergebnis: 0:3 (0:1) \| \| Zuschauer: 35.000 \| \| Schiedsrichter: Michel Vautrot ( Frankreich) \|                                                                    | Real Madrid |
| Videoton SC                                    | Péter Disztl – László Disztl – Tibor Végh , József Csuhay, Gábor Horváth – István Borsányi, István Palkovics, Géza Wittman – Győző Burcsa, György Novath (62. László Gyenti), Imre Vadász Cheftrainer: Ferenc Kovács | Miguel Ángel – Uli Stielike – Chendo, Manolo Sanchís, José Antonio Camacho – Isidoro San José, Míchel, Ricardo Gallego – Emilio Butragueño (78. Juanito), Santillana (88. Salguero), Jorge Valdano Cheftrainer: Luis Molowny | Real Madrid |
| Videoton SC                                    | 0:1 Míchel (31.) 0:2 Santillana (76.) 0:3 Jorge Valdano (89.) | | Real Madrid |
| 8. Mai 1985 in Székesfehérvár (Sóstói Stadion) | | |             |
| Ergebnis: 0:3 (0:1)                            | | |             |
| Zuschauer: 35.000                              | | |             |
| Schiedsrichter: Michel Vautrot ( Frankreich)   | | |             |

### Rückspiel
| Real Madrid                                        | Real Madrid | Videoton SC | Videoton SC |
| -------------------------------------------------- | --- | --- | ----------- |
| Real Madrid                                        | \| 22. Mai 1985 in Madrid (Estadio Santiago Bernabéu) \| \| Ergebnis: 0:1 (0:0) \| \| Zuschauer: 90.000 \| \| Schiedsrichter: Alexis Ponnet ( Belgien) \|                                                     | \| 22. Mai 1985 in Madrid (Estadio Santiago Bernabéu) \| \| Ergebnis: 0:1 (0:0) \| \| Zuschauer: 90.000 \| \| Schiedsrichter: Alexis Ponnet ( Belgien) \|                                                                              | Videoton SC |
| Real Madrid                                        | Miguel Ángel – Uli Stielike – Chendo, Manolo Sanchís, José Antonio Camacho – Ricardo Gallego, Isidoro San José, Míchel – Emilio Butragueño, Santillana, Jorge Valdano (57. Juanito) Cheftrainer: Luis Molowny | Péter Disztl – László Disztl – Tibor Végh , József Csuhay, Gábor Horváth – Győző Burcsa, László Csongrádi (58. Géza Wittman), Imre Vadász, Lajos Májer – József Szabó, György Novath (52. István Palkovics) Cheftrainer: Ferenc Kovács | Videoton SC |
| Real Madrid                                        | 0:1 Lajos Májer (86.) | | Videoton SC |
| 22. Mai 1985 in Madrid (Estadio Santiago Bernabéu) | | |             |
| Ergebnis: 0:1 (0:0)                                | | |             |
| Zuschauer: 90.000                                  | | |             |
| Schiedsrichter: Alexis Ponnet ( Belgien)           | | |             |

## Beste Torschützen
| Rang | Spieler               | Klub                    | Tore |
| ---- | --------------------- | ----------------------- | ---- |
| 1    | József Szabó          | Videoton SC             | 7    |
|      | Edin Bahtić           | FK Željezničar Sarajevo | 7    |
| 3    | Gary Bannister        | Queens Park Rangers     | 6    |
| 4    | Marco van Basten      | Ajax Amsterdam          | 5    |
|      | Karl-Heinz Rummenigge | Inter Mailand           | 5    |
|      | Mark McGhee           | Hamburger SV            | 5    |

## Eingesetzte Spieler Real Madrid
| Real Madrid | |
| Real Madrid | - Tor: Miguel Ángel (12/-) - Abwehr: José Antonio Camacho (12/-); Chendo (11/-); Isidoro San José (11/-); Manolo Sanchís (10/1); Salguero (6/-); Isidro (4/1); Adolfo Fraile (4/-); Paco Bonet (1/-) - Mittelfeld: Ricardo Gallego (10/-); Uli Stielike (10/-); Míchel (9/4); Juan Lozano (7/-); Martín Vázquez (5/-); Ángel (2/-); Sebastián Losada (1/-) - Sturm: Emilio Butragueño (11/4); Jorge Valdano (10/4); Santillana (8/5); Juanito (7/2); Francisco Pineda (4/-) - Trainer: Amancio (bis Halbfinale), Luis Molowny (Halbfinale und Finale) |